# Thomas Attwood
Thomas Attwood (Londra, 23 novembre 1765 – Londra, 24 marzo 1838) è stato un compositore e organista inglese.

## Biografia
Figlio di un musicista della banda reale, Attwood nacque a Londra. All'età di nove anni divenne corista della Cappella Reale, dove ricevette la formazione musicale da James Nares e Edmund Ayrton. Nel 1783 venne mandato a studiare all'estero a spese del Principe di Galles (Giorgio IV), che era rimasto favorevolmente impressionato dall'abilità del ragazzo al clavicembalo. Dopo due anni a Napoli, Attwood si trasferì a Vienna e qui divenne uno degli allievi migliori di Mozart. Al suo ritorno a Londra, nel 1787, venne nominato per breve tempo musicista da camera del Principe di Galles. Nel 1796 venne assunto come organista nella Cattedrale di San Paolo, e nello stesso anno ebbe la nomina a compositore della Cappella Reale. La sua carica a corte venne confermata da un'ulteriore nomina, quella di istruttore musicale della Duchessa di York e, in seguito, del Principe di Galles. Per l'incoronazione di Giorgio IV compose l'inno I was Glad. Il re, che per alcuni anni l'aveva trascurato a causa del suo rapporto lavorativo con il Principe di Galles, lo riabilitò nel 1821 assumendolo come organista nella sua cappella privata a Brighton. Poco dopo l'istituzione della Royal Academy of Music, nel 1823, Attwood venne chiamato a far parte del suo corpo insegnanti. Era anche uno dei membri originari della Royal Philharmonic Society, fondata nel 1813. Scrisse l'inno O Lord, Grant the King a Long Life, che fu eseguito durante le cerimonie per l'incoronazione di Guglielmo IV. Stava componendo un'opera analoga per l'incoronazione della Regina Vittoria quando morì nella propria casa di Cheyne Walk, Chelsea il 24 marzo 1838. Le esequie di Attwood si svolsero il 31 marzo 1838 nella Cattedrale di San Paolo in cui venne sepolto, vicino all'organo.

## Composizioni
Le composizioni di Attwood riflettono l'influsso di Mozart, suo insegnante, e sono oggi in gran parte dimenticate, salvo alcuni brevi inni tra cui  "O God who by the leading of a star", "Come, Holy Ghost", "Turn Thy face from my sins", e "Teach me, O Lord". Fu a sua volta insegnante di John Goss, Cipriani Potter e il suo figlioccio Thomas Attwood Walmisley. Negli ultimi anni della sua vita divenne amico di Mendelssohn.